# Ken Cooper
Ken Cooper (Blackpool, 11 ottobre 1946) è un allenatore di calcio ed ex calciatore inglese, di ruolo portiere.

## Biografia
Nativo dell'Inghilterra, rimase a vivere negli Stati Uniti ove conobbe la moglie e dove ebbe quattro figli, tra cui Kenny jr. ne ha seguito le orme, diventando anch'egli calciatore professionista.
Nel 2007 è stato inserito nella Walk of Fame del Toyota Stadium di Frisco.

## Carriera

### Calciatore
Dopo aver giocato in patria nel Blackburn, nel 1970 Cooper viene ingaggiato dagli statunitensi del Dallas Tornado.
Con i Tornado militò sino al 1979, vincendo la North American Soccer League 1971, battendo in finale gli Atlanta Chiefs. Sempre nel 1971 vinse con i Tornado il primo campionato indoor della NASL.
Durante la sua militanza con i Tornado ha terminato 52 incontri senza subire reti, più di qualsiasi altro portiere della storia della NASL ed inserito nella NASL All-Star in due occasioni (1972 e 1973).
Nel 1976 fu aggregato alla rosa del N.Y. Cosmos per disputare alcuni incontri amichevoli.

### Allenatore
Lasciato il calcio giocato diviene allenatore nella MISL. Primo incarico fu alla guida degli Houston Summit e per 14 anni dei Baltimore Blast/Spirit, vincendo il campionato 1983-1984. Chiuderà la carriera di allenatore nel Tampa Bay Terror, sempre nei campionati indoor.

## Palmarès

### Calciatore
- Campionato NASL: 1

Dallas Tornado: 1971
- NASL Indoor: 1

Dallas Tornado: 1971

### Allenatore
- Major Indoor Soccer League (1978): 1

Baltimore Blast: 1983-1984